# 平家物語 (動畫)
《平家物語》（日语：／ Heike Monogatari），是一部由Science SARU製作的日本動畫劇集，改編自古川日出男的譯本《池澤夏樹 個人編集 日本文學全集09 平家物語》，而這便是古典文學平家物語的現代日語譯本。

## 登場角色

### 平家一門
琵琶（聲：悠木碧）
本作主角，動畫原創角色。拥有异色瞳的少女，可以看见未来之事。是琵琶法師的女兒，却一直被其父当男孩抚养。
因背后议论平家而致使其父遭当街问斩，后被重盛收为侍童。
在重盛溫柔照料下，對平家由怨恨轉為寬恕。
平家滅亡後，創作平家物語並傳唱之。
平重盛（聲：櫻井孝宏）
平清盛长子，生母是平清盛的元配。伊勢平氏当主、從二位内大臣、左大将。
与琵琶一样拥有异色瞳的男人，可以於暗處看见亡者。
因发现琵琶的能力而将其收为侍童，并于死前將其能力繼承給琵琶。
平德子（聲：早見沙織）
平清盛次女，高倉天皇中宮、安德天皇生母、重盛同父異母的妹妹，不時關心琵琶。
平維盛（聲：入野自由）
平重盛的長子，被立為嫡男，右近卫权少将，相貌俊美，為人溫文爾雅，是重盛諸子中對琵琶最友好的一位。
平資盛（聲：岡本信彥、小林由美子（年幼時期））
平重盛的次子。個性高傲直率，但也有穩重的一面。
平清經（聲：花江夏樹）
平重盛的三子。
平敦盛（聲：村瀨步）
平清盛的三弟平經盛的兒子，平重盛的堂弟。
平清盛（聲：玄田哲章）
伊勢平氏前當主，曾任從一位太政大臣，被尊稱「平相國」，後出家。
平時子（聲：井上喜久子）
平清盛的繼室。
平時忠（聲：青山穰）
平時子的弟弟。
平宗盛（聲：檜山修之）
平清盛的三子，對身為當主的重盛很不友好。
平知盛（聲：木村昴）
平清盛的四子。
平重衡（聲：宮崎遊）
平清盛的五子，是平家裡少數對重盛一家友好的人。
平經子（聲：本名陽子）
平重盛的正室，清經的媽媽。
藤原輔子（聲：河瀨茉希）
平重衡的正室。
新大納言局（聲：陶山惠實里）
平維盛的正室。
平高清（聲：和多田美咲（5歲））
平維盛的長子。
平忠度（聲：中村和正）
平清盛的六弟。
平教經（聲：武田太一）
平清盛的四弟平教盛的兒子。
平行盛（聲：真木駿一）
平重盛的同母弟平基盛的兒子。

### 朝廷
後白河法皇（聲：千葉繁）
日本第77代天皇，後出家實施院政。酷爱唱今样，有日本第一大天狗之稱。
高倉天皇（聲：西山宏太朗）
日本第80代天皇，後白河法皇的第七皇子。
安德天皇（聲：佐藤美由希）
日本第81代天皇，高倉天皇的第一皇子。
後鳥羽天皇（聲：木野日菜）
日本第82代天皇，高倉天皇的第四皇子。
以仁王（聲：藤原大智）
後白河法皇第三皇子。
平滋子（聲：坂本真綾）
平時子和平時忠的妹妹，高倉天皇的生母。
建禮門院右京大夫（聲：本泉莉奈）
平德子的官女。
藤原基房（聲：美齊津惠友）
又稱松殿基房，曾任從一位攝政關白太政大臣。
藤原成親（聲：森宮隆）
後白河法皇的寵臣，平重盛的大舅子、平維盛的岳父。
藤原成經（聲：中村源太）
藤原成親的長子。
藤原師光（聲：土師孝也）
法名西光。後白河法皇的寵臣，藤原成親的養兄弟。
源賴政（聲：浦山迅）
攝津源氏嫡流，朝廷重臣。
源仲綱（聲：大泊貴揮）
源賴政的兒子。

### 河內源氏
源賴朝（聲：杉田智和）
河內源氏棟樑。幼少時因平治之亂，與弟弟們一同被平清盛流放。
源義經（聲：梶裕貴）
源賴朝的弟弟，百年難得一見的天才軍事家。
北條政子（聲：甲斐田裕子）
源賴朝的妻子。
源義仲（聲：三宅健太）
又稱木曾義仲。源賴朝的堂弟。
巴御前（聲：雞冠井美智子）
木曾義仲的妾室，巾幗不讓鬚眉的女武將。
武藏坊弁慶（聲：大塚明夫）
追隨源義經的勇猛僧兵。

### 其他
琵琶的父親（聲：杉村憲司）
眼盲的琵琶法師。因為女兒背地裡議論平家的行為而遭當街問斬。
淺蔥之方（聲：大原沙耶香）
琵琶的母親。
祇王（聲：井上喜久子）
平清盛寵愛的白拍子。
俊寬（聲：土田大）
真言宗僧侶，後白河法皇的側近。
明雲（聲：太田健介）
天台宗的座主。
靜御前（聲：水瀨祈）
浪跡天涯的白拍子。曾在京都救過琵琶，之後與源義經相戀。

## 主題曲
片頭曲
作詞、作曲：；編曲：羊文學、F.C.L.S.。
片尾曲
作詞：ANI；作曲、編曲：agraph。

## 各話列表
| 話數 | 日文標題 | 中文標題       | 分鏡                | 演出              | 作畫監督                                                                          |
| ---- | -------- | -------------- | ------------------- | ----------------- | --------------------------------------------------------------------------------- |
| 1    |          | 非平氏者非人   | 山田尚子            | 山田尚子          | 小島崇史                                                                          |
| 2    |          | 俗世繁華夢中夢 | 雪村愛              | 雪村愛            | 小島崇史、太田里香、 村越麻海、一居一平                                           |
| 3    |          | 鹿谷陰謀       | ちな                | ちな              | 小島崇史、今岡律之（パインジャム）、 秋竹齊一、齊藤佳子、 宮かなえ、五十子忍      |
| 4    |          | 無文之舉       | 雪村愛、山田尚子    | 戶澤俊太郎        | 小島崇史、村越麻海、 宮かなえ、五十子忍、 高瀨言                                  |
| 5    |          | 橋合戰         | モコちゃん          | モコちゃん        | 小島崇史、堀江由美、 秋竹齊一、モコちゃん、 平野翔                                |
| 6    |          | 遷都           | 日下部智津子        | 長友孝和          | 小島崇史、迎千葉瑠、 佐藤沙名榮、內村瞳子、 吉田徹                                |
| 7    |          | 清盛之死       | 長友孝和            | 雪村愛            | 小島崇史、堀江由美、 佐藤沙名榮、內村瞳子、 迎千葉瑠、大庭幸子、 林可為、佐藤祐子 |
| 8    |          | 離都           | 長友孝和            | 長友孝和 江崎好繪 | 堀江由美、北田久登、 秋竹齊一、江崎好繪、 佐藤沙名榮、田川裕子、 內村瞳子、吉田徹 |
| 9    |          | 平家流離       | 竹下良平            | 竹下良平          | 小島崇史、秋竹齊一、 內村瞳子、上武優也、 平野翔                                  |
| 10   |          | 壇之浦         | 山代風我            | 山代風我          | 村越麻海、迎千葉瑠、 北田久登、塚本あかね、 那須野文                              |
| 11   |          | 諸行無常       | モコちゃん 山田尚子 | 山田尚子          | 小島崇史、秋竹齊一、 堀江由美、內村瞳子、 宮かなえ                                |

## 外部連結
- 官方网站
- 官方网站 （日語）
- 平家物語的X（前Twitter）